# Ingenio (Satellit)
Ingenio (alte Bezeichnung: Seosat) war ein spanischer Erdbeobachtungssatellit, der beim  missglückten Start mit einer Vega-Rakete am 17. November 2020 verloren ging. Der Satellit war von EADS Astrium gefertigt worden und sollte von Hisdesat betrieben werden. Die optische Auflösung der sich an Bord befindlichen Kamera sollte 2,5 m schwarzweiß und 10 m in Farbe betragen. Außerdem hatte Ingenio drei wissenschaftliche Experimente an Bord:
- Multispectral Imager
- Panchromatic Imager
- Ultraviolet and Visible Atmospheric Sounder[2]

Betrieben wurde der beim Start 750 kg schwere, auf der Plattform AstroSat-250 beruhende Satellit durch einen Lithium-Ionen-Akkumulator mit einer Nennladung von 156 Amperestunden, der durch drei entfaltbare Solarmodule hätten aufgeladen werden können. Die vorgesehene Lebenszeit für Igenio betrug 7 Jahre.
Zusammen mit dem Radar-Satelliten Paz, der am 22. Februar 2018 gestartet wurde, hätte Ingenio ein Teil des Programa Nacional de Observación de la Tierra por Satélite (PNOTS) werden sollen.
Der Start war ursprünglich für 2015 geplant und wurde dann auf den 17. November 2020 verschoben. Der Orbit sollte auf einer Sonnensynchronen, polaren Umlaufbahn mit einer Bahnhöhe von rund 668 km liegen. Acht Minuten nach dem Start vom Raumfahrtzentrum Guayana, unmittelbar nach der Zündung der 4. Stufe, sank die Geschwindigkeit der Trägerrakete jedoch unter den Sollwert und sie wich vom Kurs ab. Der Kontakt mit den Bodenstationen brach ab, der Satellit ging verloren.